# Aphonomorphus adjunctus
Aphonomorphus adjunctus är en insektsart som beskrevs av Lucien Chopard 1956. Aphonomorphus adjunctus ingår i släktet Aphonomorphus och familjen syrsor. Inga underarter finns listade i Catalogue of Life.